# Джон Корзін
Джон Корзін (вар. Корзайн, англ. Jon Stevens Corzine; нар. 1 січня 1947, Тейлорвілл, Іллінойс) — американський політик-демократ, економіст.

## Освіта
Ступінь бакалавра мистецтв отримав в Іллінойському університеті в Урбана-Шампейн (1969). Ступінь MBA отримав у бізнес-школі Чиказького університету (1973), куди був зарахований в 1970 році.

## Кар'єра
У 1969–1975 роках числився (проходив строкову службу) в резерві корпусу морської піхоти, сержант.
З 1975 року переїхав до штату Нью-Джерсі працювати в Goldman Sachs.
У 1994–1998 роках голова і CEO Goldman Sachs. У 1999 році покинув Goldman Sachs.
У 2001–2006 роках сенатор США від штату Нью-Джерсі. 2002 році став співавтором (разом з Рассом Файнголдом) Національного закону про мораторій на смертну кару.
У 2006–2010 роках губернатор штату Нью-Джерсі. У 2009 році програв вибори республіканцеві Крісу Крісті.
У 2010–2011 роках голова і CEO фінансової компанії MF Global.

## Благодійність та робота в академії
Корзін активно співпрацює з низкою благодійних та громадських організацій. Зараз він є членом Міжнародної ради Covenant House і входить до правління New Jersey Reentry Corporation. Його громадська робота включала участь у радах кількох організацій у районі Нью-Йорк–Нью-Джерсі, включаючи Центр виконавських мистецтв Нью-Джерсі, Нью-Йоркську філармонію, Нью-Йоркський центр вивчення дітей та NYC Partnership. Крім того, Корзін був співголовою Національної комісії з капітального бюджету при президенті Клінтоні, головою Комітету державних запозичень казначейства та головою Асоціації державних цінних паперів.
Зараз він є членом ради опікунів Чиказького університету та членом ради опікунів Прінстонського університету. Корзін був запрошеним професором публічної політики Дж. Л. Вайнберга в Прінстоні у 2010 і 2011 роках. Зараз він працює в Університеті Ферлі Дікінсона як голова консультативної ради і займається створенням аспірантури з державних і глобальних справ. Корзін також виступає в якості запрошеного лектора з політики та державної політики в кампусі Фарлі в Врокстоні у Сполученому Королівстві.

## Сім'я
Дружина Джоанна (1969–2003), з 2010 року (інша) — Шарон, має трьох дітей.